# Glossophaga commissarisi
Glossophaga commissarisi là một loài động vật có vú trong họ Dơi mũi lá, bộ Dơi. Loài này được Gardner mô tả năm 1962.

## Hình ảnh

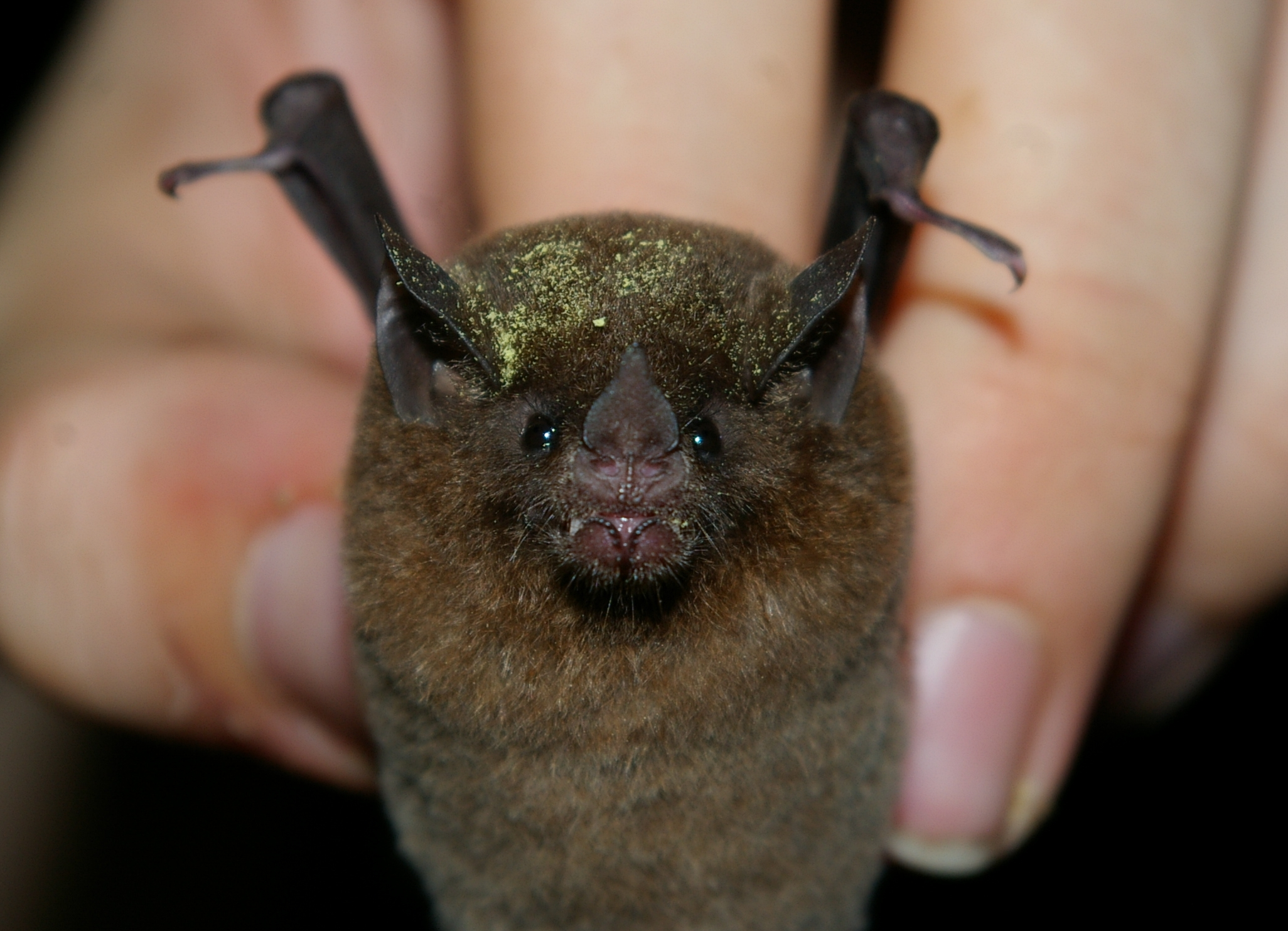